# تفاعلية
إن كنت تبحث عن التفاعلية كمصطلح يخص علم المعلومات والاتصال راجع مقالة تفاعلية المستخدم
التفاعلية أو نشاط كيميائي معدل ميل المادة الكيميائية إلى التفاعل الكيميائي خلال الزمن. في المركبات النقية، تنظم التفاعلات وفق الخصائص الفيزيائية للعينات. على سبيل المثال، طحن عينة يزيد بشدة من المساحة السطحية النوعية مما يزيد التفاعلية. في المركبات غير النقية، تتأثر التفاعلية أيضا بوجود الشوائب. وفي المركبات البلورية، يمكن للشكل البلوري أن يؤثر أيضا على التفاعلية. ولكن في جميع الحالات، تكون التفاعلية نتيجة للخواص دون الذرية للمركب. وتزداد تفاعلية العناصر في الجدول الدوري الحديث كلما اتجهنا الي اسفل في المجموعه وتقل كلما اتجهنا الي اليمين في الدورة .

## أسباب التفاعلية
يحدث أي تفاعل كيميائي عموما نتيجة للقدرة الكيميائية على الدخول في حالة أكثر استقرارا. وتقدم الكيمياء الكمومية فهما عميقا ودقيقا لسبب حدوث ذلك. إن الإلكترونات الموجودة في المدارات هي نتيجة لحل معادلة شرودنغر لحالات محددة.

## اقرأ أيضا
- تحفيز
- كيمياء عضوية
- حركية كيميائية
- سلسلة النشاط الكيميائي